# 双古堆漢簡
双古堆漢簡（そうこたいかんかん）または阜陽漢簡（ふようかんかん）は、中国の安徽省阜陽市双古堆で出土した前漢初期の簡牘である。

## 概要
1977年、双古堆1号墓（前漢の汝陰夷侯夏侯竈（夏侯嬰の嫡子）の墓）が発掘され、6000枚あまりの竹簡と3枚の木牘が出土した。字体は隷書。内容は「蒼頡篇」「詩経」「周易」「年表」「大事記」「雑方」「作務員程」「行気」「相狗経」「辞賦」「刑徳」「日書」に大別される。

## 阜陽漢簡『周易』
とくに「周易」は、経文1110字と卜辞2009字から成り、最大の分量を持つ。経文は通仮字による異同はあるものの、現行の『周易』（『易経』）とほぼ同内容である。ただし、卜辞は現行のテキストに含まれていない。
前漢文帝期ごろのものとされる。